# Ergotamine
L'ergotamine est un alcaloïde de la famille de l'ergoline naturellement présent dans certains champignons comme l'ergot de seigle. L'ergotamine est listée au tableau I de la Convention contre le trafic illicite de stupéfiants et de substances psychotropes de 1988.
L'ergotamine a été isolée en 1918 par Arthur Stoll et sera la première utilisation thérapeutique d'alcaloïde isolé de la famille de l'ergoline. Elle trouve alors rapidement une place dans la pharmacopée dans les traitements contre les migraines et aussi comme utérotonique, vasoconstricteur ou hémostatique.
Le tartrate d'ergotamine est un médicament analgésique prescrit lors de crise de migraine.

## Intoxication
Des intoxications ont lieu lorsque la dose ingérée est trop élevée ou qu'il y a des interactions avec d'autres médicaments qui nuisent à sa dégradation, par exemple des antibiotiques macrolides.

## Mécanisme d'action
L'ergotamine est un agoniste des récepteurs 5-HT2 de la sérotonine (ainsi qu'à forte dose, agoniste partiel des récepteurs α adrénergiques et des récepteurs sérotonergiques). Le récepteur 5-HT2 est un RCPG couplé à une protéine Gq, qui déclenche une cascade de signalisation induisant une vasodilatation crânienne caractéristique de la migraine.

## Biosynthèse
La première étape de la biosynthèse des alcaloïdes de l'ergot est une prénylation du tryptophane qui réagit avec le diméthylallyldiphosphate. Le produit obtenu est le diméthylallyltryptophane. L'enzyme clé est la DMAT synthase codée par le gène DMAw. D'autres étapes produisent ensuite des clavines puis de l'acide lysergique. Dans les étapes finales sont condensées l'alanine, la phénylalanine et la proline : La D-lysergylpeptide synthétase 2 LPS2 codée par le gène lpsB active l'acide d-lysergique. La D-lysergylpeptide synthétase 1 LPS1 codée par le gène lpsA1 intervient dans la formation du groupe tripeptidique.